# Montagnes Wichita
Les montagnes Wichita (en anglais Wichita Mountains) se trouvent dans le Sud-Ouest de l'État de l'Oklahoma aux États-Unis. Elles tirent leur nom d'une ancienne tribu amérindienne. En général, la montagne a une altitude comprise entre 120 et 300 mètres, et le point culminant est le pic Haley (756 mètres).

## Géographie

### Topographie
Les montagnes Wichita s'étendent sur environ 48 km et sur quatre comtés : comté de Comanche, comté de Jackson, comté de Kiowa et comté de Greer.
Les principaux sommets sont pic Haley (756 mètres), le mont Scott (751 mètres) et le mont Pinchot.

### Géologie

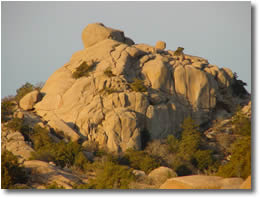
Affleurement de granite dans les montagnes Wichita.

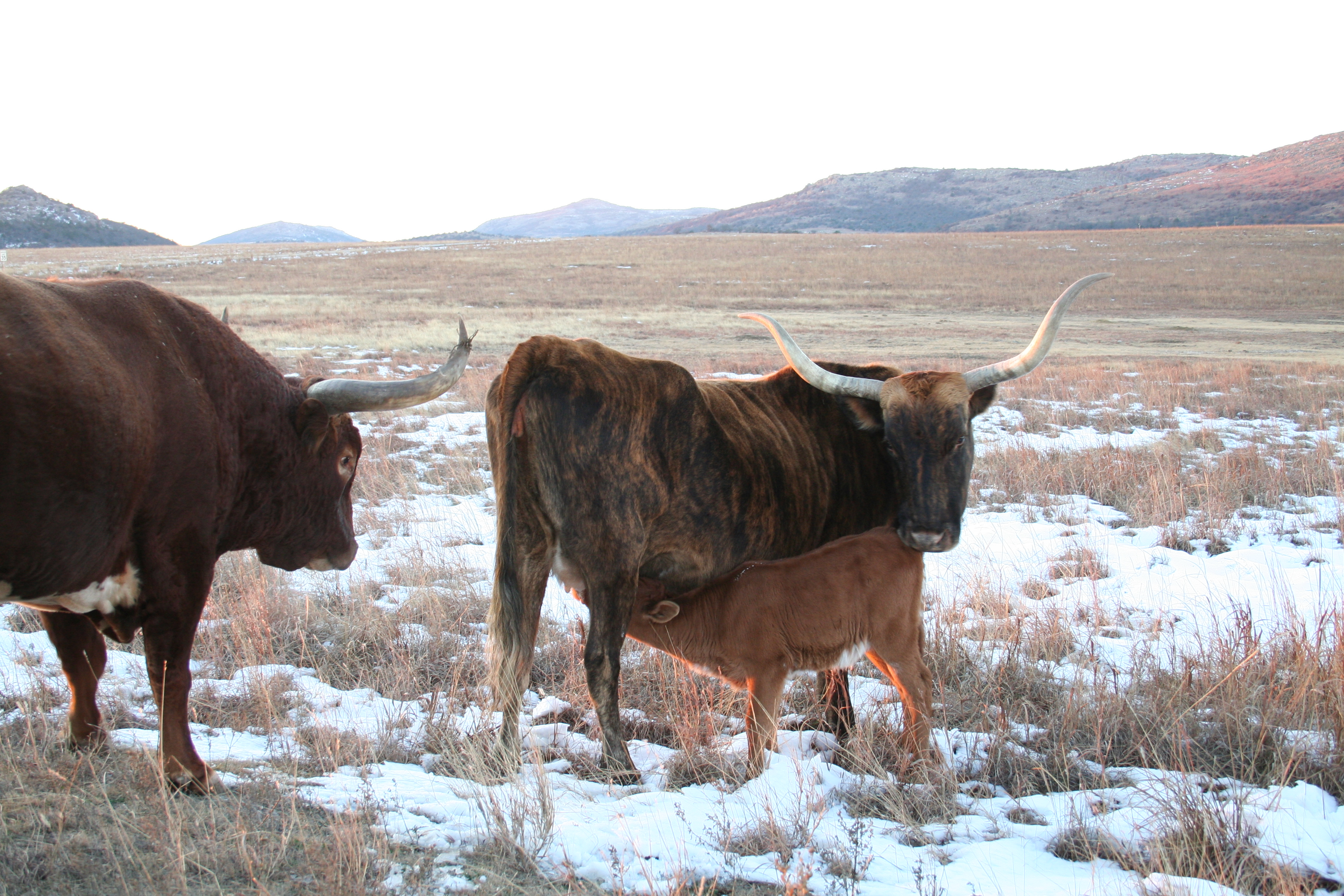
Longhorns dans le Wichita Mountains Wildlife Refuge

L'histoire géologique de la région des montagnes Wichita a commencé avec le dépôt de sédiments à la fin du Précambrien et au début Cambrien. Ces dépôts se sont lentement transformés en grès. Il y a environ 575 millions d'années, ces terrains ont été affectés par une intrusion de sills qui ont formé des gabbros lorsqu'un rift est apparu dans cette région. L'intrusion de ce gabbro a été suivie par l'érosion et l'intrusion supplémentaire de granite accompagné par des éruptions volcaniques donnant de la rhyolite et de la brèche, quelque 50 millions d'années plus tard. Par la suite, ces épisodes volcaniques se sont calmés et des sédiments se sont déposés dans une mer peu profonde.
Au cours du Pennsylvanien (il y a 330-290 millions d'années), la région a été soumise à d'intenses pressions provoquées par la collision des plaques continentales : cette orogenèse a produit les montagnes Ouachita à l'est. Le soulèvement a provoqué la formation de failles ainsi que du Southern Oklahoma Rift : ce fossé dont le pendage est d'ouest-nord-ouest comprend les montagnes Arbuckle, les montagnes Wichita, l'Amarillo Uplift et le Texas Panhandle. Le soulèvement a créé des montagnes escarpées qui ont ensuite été érodées.

### Faune et flore
La région abrite plusieurs zones protégées : la Charon Gardens Wilderness area, le parc naturel de Quartz Mountain et surtout le Wichita Mountains Wildlife Refuge, une réserve naturelle fréquentée par les grimpeurs et les alpinistes. Il couvre une superficie de 23 884 hectares. Cette réserve abrite une faune variée : Texas Longhorns, bisons, wapitis, cerfs, coyotes, chiens de prairie, dindons, etc. 806 espèces de plantes y sont recensées. La flore est dominée par les formations herbeuses et la forêt. Le fort Sill se trouve dans le sud des montagnes Wichita. Les autres sites touristiques sont la Holy City of the Wichitas, le lac Quanah Parker et le lac Lawtonka.

## Histoire
Le fort Sill fut aménagé par l'Armée américaine en 1869 sur les contreforts des montagnes Wichita pour surveiller les Amérindiens. Le chef apache Geronimo y fut emprisonné en 1894. D'autres personnages de l'Ouest américain ont séjourné dans ce fort, tels que Wild Bill Hickok ou Buffalo Bill. Lorsque l'agitation amérindienne se calma au début du XXe siècle, le fort fut transformé en poste d'artillerie et en école militaire.
En 1901, le président américain William McKinley établit la première forêt protégée dans les montagnes Wichita. Quatre ans plus tard, le président Theodore Roosevelt la transforma en réserve de gibier. Entre 1901 et 1904, la région connut l'une des dernières ruées vers l'or de l'histoire américaine qui attira quelque 20 000 mineurs. Le Meers Gold Mining District fut ensuite abandonné et devint une ville fantôme.

## Activités
Aujourd'hui, les montagnes Wichita représentent un important gisement de granite, de calcaire, de dolomie, de sable, de graviers et de fer. La mise en valeur agricole est faible en raison de la pente, de la nature des sols et de la sécheresse de certains secteurs.